# 学島村
学島村（がくしまそん）は、徳島県麻植郡にあった村。現在の吉野川市川島町の西半にあたる。

## 地理
- 河川 ： 吉野川

## 歴史
- 1889年（明治22年）10月1日 - 町村制の施行により、学村・児島村・三ツ島村の区域をもって発足。
- 1955年（昭和30年）2月11日 - 川島町と合併し、改めて川島町が発足。同日学島村廃止。

## 交通

### 鉄道路線
- 日本国有鉄道
  - 徳島本線（現・徳島線）
    - 学駅

### 道路
- 国道192号